# Фрекел
Фрекел (фр. Fresquel) је река у Француској. Дуга је 63 km. Улива се у Оде. 